# Химера (филм)
„Химера“ (на италиански: La chimera) е италиански филм от 2023 година на режисьорката Аличе Рорвахер. Филмът прави дебюта си на филмовия фестивал в Кан през 2023 година и получава добри отзиви от критиката. Включван е в класации за най-добри филми на годината, сред които е тази на National Board of Review.

## Сюжет
Артур (Джош О'Конър) е британски археолог, живеещ в Италия и току-що излезнал от затвора за иманярство, който се завръща в дома на предишната си приятелка, която е изчезнала. Благодарение на дарбата си да открива къде има заровени исторически артефакти Артур се забърква и става водач на иманярска група, която открива и продава исторически предмети на нелегален дилър, наречен Спартако.
Историята се развива през 80-те година на XX век.

## В ролите
- Джош О'Конър – Артур
- Карол Дуарте – Италиа
- Винченцо Немолато – Пиро
- Алба Рорвахер – Спартако
- Изабела Роселини – Флора
- Луи-Рой Леколинет – Мелоди